# 肯亞的多配偶制
肯亞是一個傳統上接受多配偶習俗的國家，但直至2014年才通過婚姻法案，在法律上正式建立一夫多妻制。但一妻多夫制則未被承認。在2007年，當地曾經草擬《2007年婚姻法案》，但最終因為「給予女性太多權利」而遭否決。

## 歷史

### 2007年婚姻法案
肯亞於1981年已經提出制定婚姻法案的議案，但由於法案將給予當地女性更多的權利，在男性主導社會的肯亞不能接受這類法案。2007年，當地社會對於建立婚姻制度以保障女性的呼聲日高，最終產生了2007年婚姻法案。該法案承認一夫一妻制及多配偶制兩種制度具有相同的法律地位。然而，由於該法案同樣增加了女性的權利，例如在與丈夫結婚時，妻子可以表明其丈夫將來可否再娶妻子，法案被否決。

### 2014年通過婚姻法案
2014年3月，肯亞議會通過了婚姻法案，正式承認一夫多妻制的法律效力。法案在草擬時含有給予妻子決定丈夫能否再娶的權力，但由於肯亞議會的男性議員遠多於女性議會，這條條文被廢除；在新的法案下，丈夫不須徵詢妻子的意見就可以再娶妻子。此外，由於法案只承認一夫多妻的法律地位，而沒有承認一妻多夫制，令當地的女性議員極為不滿，抗議制度並不公平。